# Артигас
Вижте пояснителната страница за други значения на Артигас.
Артигас (на испански: Artigas) е град с надморска височина 121 m, административен център на департамента Артигас, Уругвай. Основан е на 12 септември 1852 г. Разположен е на границата с Бразилия. Има жп гара. Населението на града е 41 687 души (2004).